# Asterina alchorneae
Asterina alchorneae är en svampart som beskrevs av Syd. 1938. Asterina alchorneae ingår i släktet Asterina och familjen Asterinaceae.   Inga underarter finns listade i Catalogue of Life.